# J-Trick
J-Trick, de son vrai nom James Kritharas, est un disc-jockey et producteur né à Sydney, en Australie.
Seuls deux singles de l'australien seront classés dans le top 100 téléchargements Beatport. Scream (avec Henry Fong), sorti sous le label Musical Freedom, se classa 7e, et Rambo, édité par Hardwell, atteignit la 1re place du classement en moins d'une semaine.
Aujourd'hui, le disc-jockey se fait plus discret sur la scène internationale. Drop Like This est son dernier single officiel, sorti en juin 2015.

## Discographie

### Singles
Seuls les singles et remixes sortis depuis octobre 2012 figurent dans la liste ci-dessous :
- 2012 : Parking Lot Pimping (avec Whiskey Pete) [Illeven Eleven]
- 2012 : Higher Ground (feat. Blissando) [Club Cartel Records]
- 2013 : Jumanji (avec Taco Tac) [Hussle Recordings]
- 2013 : I'm So Hot (2013 Mix) (avec Reece Low) [Onelove]
- 2014 : We Are (feat. Pearl) [Club Cartel Records]
- 2014 : Rambo (Hardwell Remix) (avec Deorro) [Revealed Recordings]
- 2014 : Toca (avec Shelco Garcia et Teenwolf) [Onelove]
- 2014 : Scream (avec Henry Fong) [Musical Freedom]
- 2014 : Children Of The Sun (avec Toneshifterz) [Hussle Recordings]
- 2014 : Rambo (Original Mix) (avec Deorro) [Revealed Recordings]
- 2015 : Shake Dat (avec Matt Watkins) [Club Cartel Records]
- 2015 : Rage (avec Halfway House) [Dim Mak Records]
- 2015 : Drop Like This [Universal Music Digital Services]
- 2015 : Here We Go (avec Joël Fletcher feat Fatman Scoop) [---]

### Remixes
- 2012 : Kid Sample - Badman Sound (J-Trick Remix) [Dance Or Die US]
- 2013 : Stanton Warriors - Turn Me up Some (J-Trick Remix) [Punks]
- 2013 : Chris Bullen - The Bounce (J-Trick Remix) [Hype Recordings]
- 2013 : Static Revenger, Kay - Back off, Bitch! (feat. Kay) (J-Trick Remix) [Dim Mak Records]
- 2014 : Citizen Kay, Vengeance (AUS) - Haters (J-Trick & Reece Low Remix) [Klub Kids]
- 2014 : Uberjak'd - Back 2 Life (feat. Nuthin' Under A Million) (J-Trick Remix) [Mixmash]
- 2014 : Sick Individuals - Wasting Moonlight (J-Trick Remix) [Armada Music]
- 2015 : Autoerotique, Max Styler - Badman (J-Trick Remix) [Dim Mak Records]
- 2015 : Ger3to, Ortal Israël - Chamuka (J-Trick Edit) [Club Cartel Records]
- 2015 : Tritonal - Gamma Gamma (J-trick Remix) [-]